# Церковь Покрова Пресвятой Богородицы (Покровское на Сити)
Покровская церковь — православный храм в селе Покровское на Сити Брейтовского района Ярославской области, построенный в 1808 году. В храме три престола: Покрова Божией Матери, Илии Пророка и Святителя Николая.

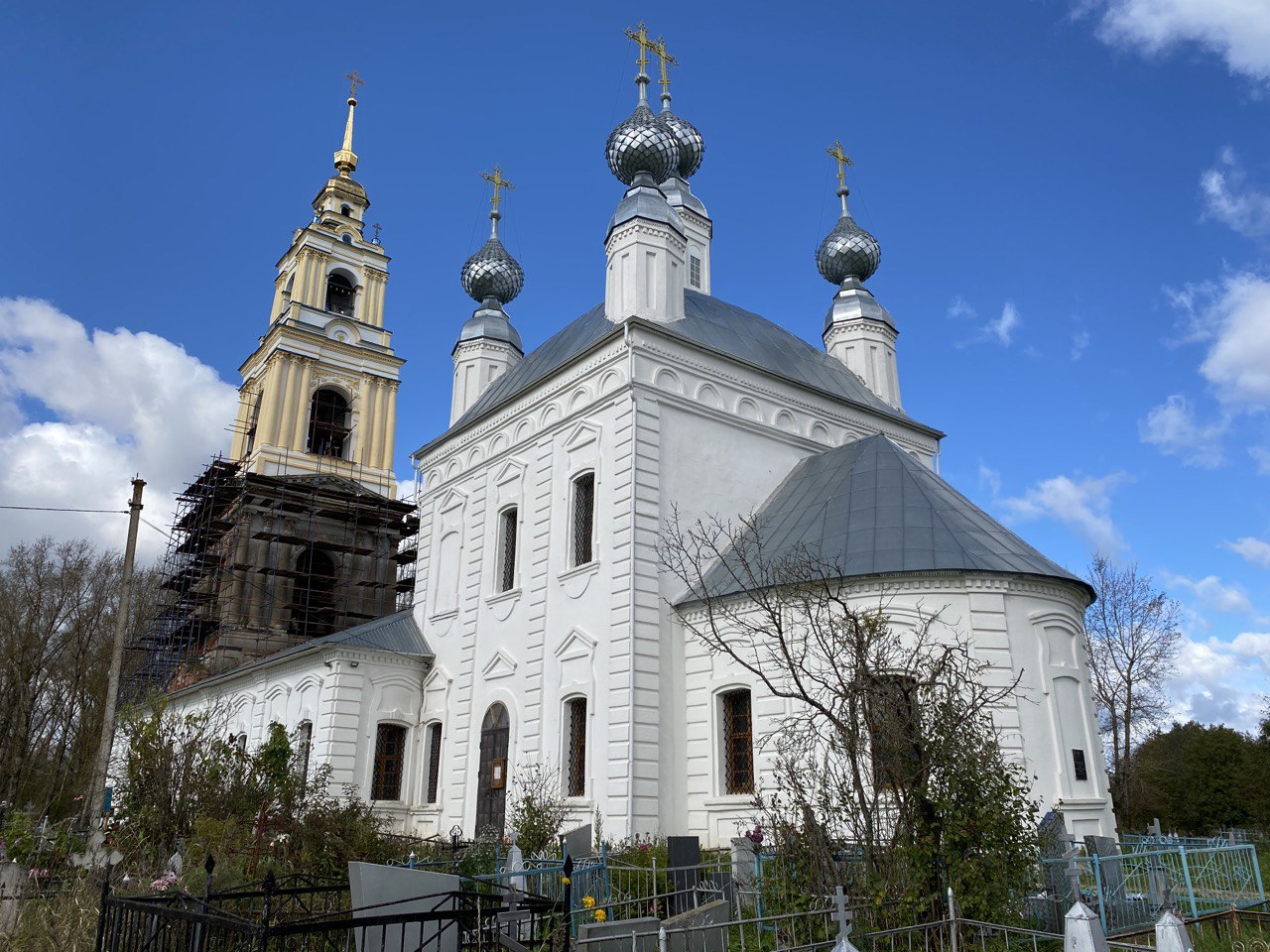
Покровская церковь (Покровское на Сити)

## История храма
Покровская церковь — один из немногих сохранившихся храмов, связанных с битвой на реке Сить в 1238 году (одно из мест сражений находится рядом с селом). Покровское на Сити расположено ближе всего к Мологе — городу, затопленному Рыбинским водохранилищем в 1940-е годы. Село известно с XVI века, оно было центром Покрово-Ситской волости, т. н. «страны сицкарей» — этнической группы, проживавшей в нижнем течении реки Сить.
До XIX века в селе Покровское на Сити стояла деревянная церковь, которая в 1808 году была заменена каменной, построенной на средства прихожан. Храм представляет традиционную трехчастную схему: четверик, трапезная и колокольня. При храме были две церковно-приходские школы. В 1930-е годы церковь была закрыта, использовалась как склад, затем — как спортзал местной школы. В 1960-е годы в храме произошел пожар, восстановительные работы были начаты в конце 2000-х годов.

## Архитектура

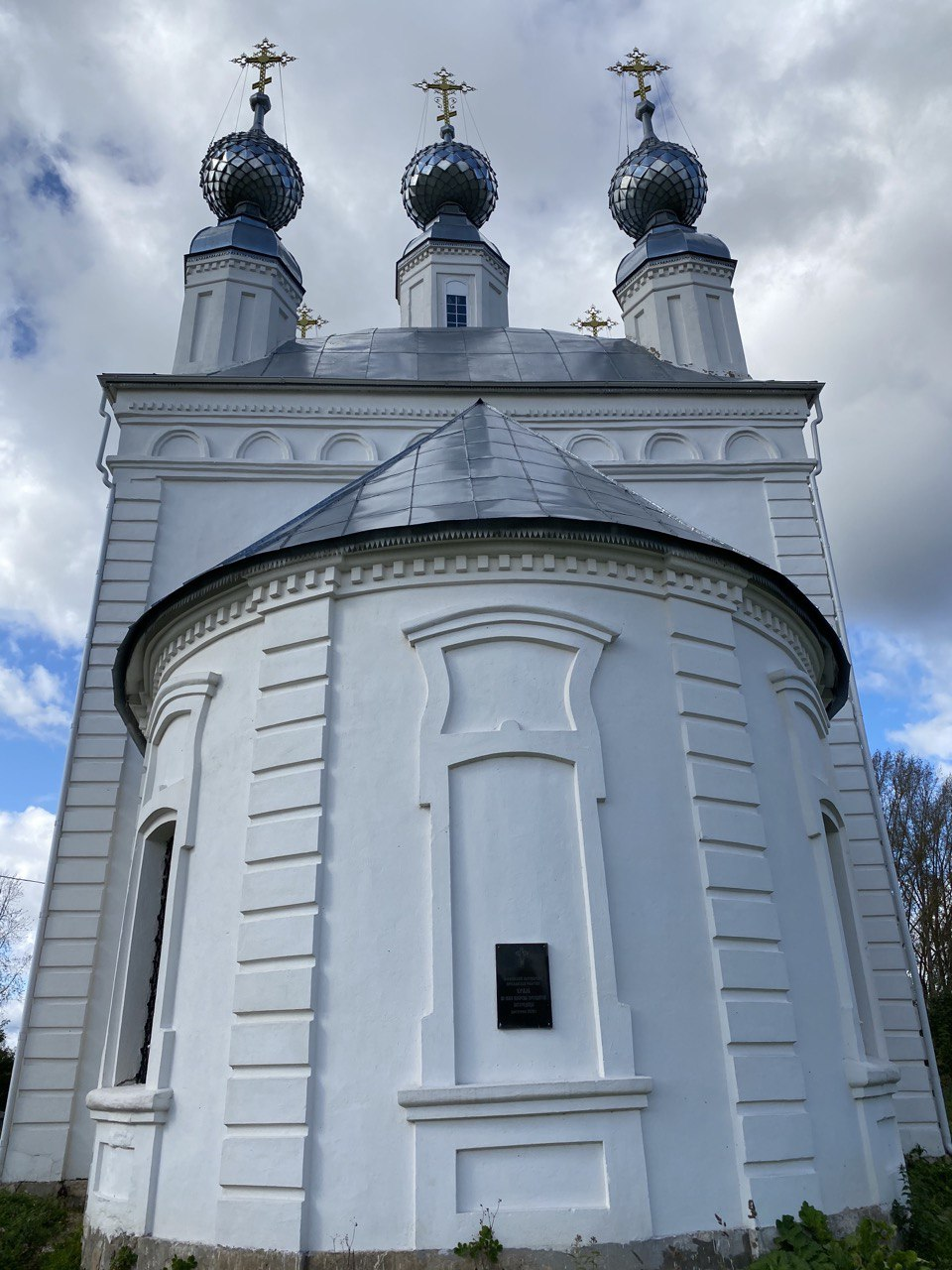
Покровская церковь (апсида)

#### Основной объём
Большая часть ситских (нижнее течение р. Сить) храмов построена на рубеже XVIII—XIX веков в монументальных формах архитектуры раннего классицизма с очень сдержанным использованием ордерных композиций (Введенская церковь 1797 г. в с. Байловском, церковь Михаила Архангела 1806 г. в с. Семеновском, церковь Михаила Архангела 1810 г. в с. Прозорово).
Покровская церковь датируется 1808 годом, однако стилевые различия четверика и колокольни позволяют сделать вывод о двух этапах строительства. К 1808 году следует относить основной объём храма.
Церковь представляет собой пятиглавый бесстолпный четверик. Его архитектура наследует барокко: рустованные лопатки, наличники в апсиде и храмовой части, идущие от образцов наличников «с ушами» XVIII века. В целом, стоит отметить, что наиболее приемлемым и распространенным для данной области оказался разработанный в ярославском и костромском зодчестве второй половины XVII века тип бесстолпного пятиглавого храма, перекрытого сомкнутым сводом, в соединении с пониженной трапезной и примыкающей к ней колокольне.
Пояс декоративных арок под навесом крыши, обыгрывающий прием ложных закомар, распространенный в Ярославле, встречается в области на протяжении всего XVIII века (например, Рождественская церковь 1728 г. в Ставотино, Рождественская церковь 1794 г. в Годеново, Казанская церковь 1803 г. в Рожалово).
Рустованные лопатки по углам четверика Покровской церкви отражают тенденцию вертикального членения фасадов последней четверти XVIII столетия (например, Троицкая церковь 1787 г. в селе Диево-Городище). Тем не менее, горизонтальное членение четверика было распространено шире (церковь Воскресения Словущего 1796 г. в селе Лахости, Смоленская церковь 1789 г. в селе Никитском).

#### Колокольня
В то время как трапезная почти лишена декора, монументальная четырёхъярусная колокольня собрала множество композиционных и декоративных решений классицизма. Краевед В. А. Гречухин, к примеру, отмечает три периода церковного зодчества: сначала был построен храм, потом — трапезная, а позже — колокольня.
На колокольне поярусно расположены трехчетвертные колонны коринфского ордера, усиливающие масштабность постройки. Первые два яруса венчают фронтоны с лучезарной дельтой, разделенные карнизами с дентикулами. Особенно примечателен первый ярус с семью полуколоннами.

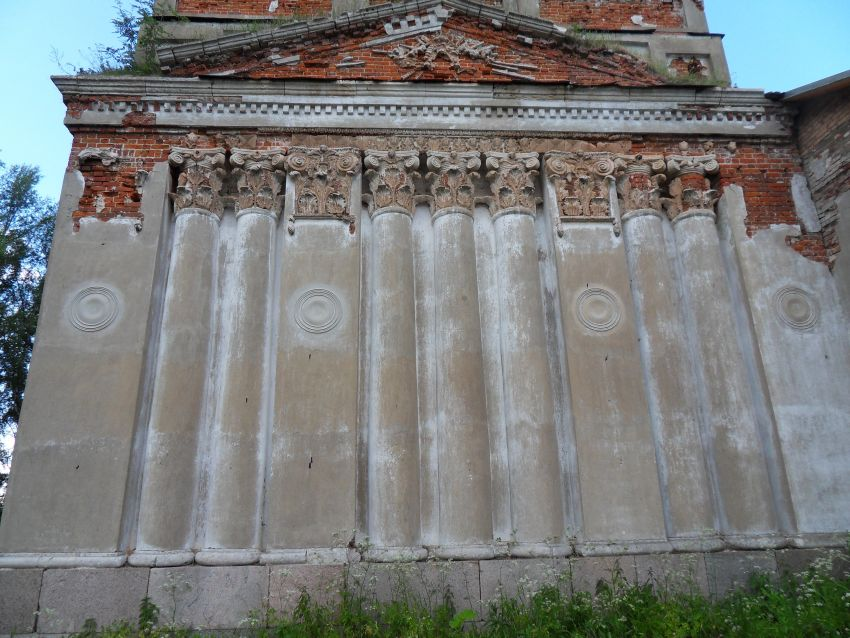
Первый ярус колокольни Покровской церкви

Верхние три яруса — сквозные арочные, по сторонам от которых симметрично расположены трехчетвертные колонны. Арки украшены лепниной. Колокольня была завершена шпилем (восстановлен).
Наиболее близкая аналогия — колокольня Троицкой церкви в селе Старый Некоуз, построенная в первой четверти XIX века, что позволяет отнести колокольню Покровской церкви к тому же времени. Примечательно, что В. А. Гречухин объясняет обилие декора в Покровской колокольне особенностями сицкарного зодчества, что отличает её от более сдержанной Некоузской.
Прототипом могла стать четырёхъярусная колокольня Спасо-Преображенского собора в Рыбинске, возведенная по проекту Степана Воротилова в 1797—1804 годы. В ней также присутствуют три сквозных арочных яруса с рядами ордерных полуколонн по углам.
Из сельских колоколен первой половины XIX века стоит отметить следующие аналогии: церковь Николая Чудотворца 1815 г. в с. Копнино, Покровская церковь 1801—1815 гг. в с. Покровское, церковь Николая Чудотворца 1806—1826 гг. в с. Николо-Корма, Троицкая церковь 1812 г. в с. Ордино, Введенская церковь 1832—1833 гг. в Павловке и Покровская церковь 1851 г. в с. Ширинье.

## Интерьер
Покровская церковь представляет бесстолпный пятиглавый четверик с сомкнутым сводом. Росписи XIX века в храме не сохранились, в 2015 году был установлен новый иконостас.